# Minden (Iowa)
Minden város az Amerikai Egyesült Államok Iowa államában, Pottawattamie megyében. Lakosainak száma 600 fő (2020. április 1.).

## Népesség
A település népességének változása:

| 2010 | 599 |
| 2020 | 600 |